# Mikko Koskinen
Mikko Koskinen (ur. 18 lipca 1988 w Vantaa) – fiński hokeista, reprezentant Finlandii, olimpijczyk.

## Kariera
- Blues U16 (2003-2004)
- Blues II U18 (2004-2005)
- Blues U18 (2005-2006)
- Kiekko-Vantaa U20 (2006-2007)
- Blues U20 (2007-2008)
- Blues (2008-2009)
- Bridgeport Sound Tigers (2009-2011)
  -  Utah Grizzlies (2009-2010)
  -  New York Islanders (2011)
- KalPa (2011-2013)
- Blues (2013)
- Sibir Nowosybirsk (2013-2014)
- SKA Sankt Petersburg (2014-2018)
- Edmonton Oilers (2018-2022)
- HC Lugano (2022-)

Wychowanek klubu EVU. Karierę kontynuował w klubie Blues, w tym w lidze SM-liiga. W drafcie NHL z 2009 został wybrany przez New York Islanders. W tym samym roku podpisał kontrakt z tym klubem, wyjechał do USA i grał w zespołach farmerskich w ligach AHL i ECHL. W drużynie Wyspiarzy wystąpił w czterech meczach NHL. W listopadzie 2011 został przekazany do fińskiego zespołu KalPa i rozegrał z nim dwa sezonie w rodzimej lidze. W kwietniu 2013 podpisał dwuletni kontrakt z Blues, jednak po rozegraniu dwóch meczów sezonu Liiga (2013/2014) odszedł z klubu. 18 września 2013 został zawodnikiem rosyjskiego klubu Sibir Nowosybirsk w lidze KHL. Od grudnia 2014 zawodnik SKA Sankt Petersburg (w toku wymiany za bramkarza Alexandra Saláka). Od maja 2018 zawodnik Edmonton Oilers. W styczniu 2019 przedłużył kontrakt z tym klubem o trzy lata. W czerwcu 2022 podpisał dwuletni kontrakt ze szwajcarskim klubem HC Lugano.
Uczestniczył w turniejach mistrzostw świata w 2014, 2016, Pucharu Świata 2016 oraz zimowych igrzysk olimpijskich 2018.

## Sukcesy
Reprezentacyjne
- Srebrny medal mistrzostw świata: 2014, 2016

Klubowe
- Pierwsze miejsce w sezonie zasadniczym SM-liiga: 2012 z KalPa
- Puchar Gagarina – mistrzostwo KHL: 2015, 2017 ze SKA
- Złoty medal mistrzostw Rosji: 2015, 2017 ze SKA

Indywidualne
- KHL (2013/2014):
  - Mecz Gwiazd KHL[10]
  - Piąte miejsce w klasyfikacji skuteczności interwencji w sezonie zasadniczym: 93,9%
  - Piąte miejsce w klasyfikacji średniej goli straconych na mecz w sezonie zasadniczym: 1,70
- KHL (2014/2015):
  - Najlepszy bramkarz miesiąca - listopad 2014[11], kwiecień 2015[12]
  - Najlepszy bramkarz - finał o Puchar Gagarina[13]
  - Trzecie miejsce w klasyfikacji średniej goli straconych na mecz w fazie play-off: 1,61
  - Czwarte miejsce w klasyfikacji skuteczności interwencji w fazie play-off: 93,6%
  - Drugie miejsce w klasyfikacji meczów bez straty gola w fazie play-off: 3
  - Najlepszy Bramkarz Sezonu
- KHL (2015/2016):
  - Najlepszy bramkarz - ćwierćfinały konferencji[14]
  - Najlepszy bramkarz - półfinały konferencji[15]
  - Drugie miejsce w klasyfikacji średniej goli straconych na mecz w fazie play-off: 1,47
  - Pierwsze miejsce w klasyfikacji skuteczności interwencji w fazie play-off: 94,9%
  - Pierwsze miejsce w klasyfikacji meczów bez straty gola w fazie play-off: 6
- Mistrzostwa Świata w Hokeju na Lodzie 2016/Elita:
  - Drugie miejsce w klasyfikacji skuteczności interwencji: 94,67%[16]
  - Drugie miejsce w klasyfikacji średniej goli straconych na mecz: 1,13
  - Jeden z trzech najlepszych zawodników reprezentacji w turnieju[17]
  - Skład gwiazd turnieju[18]
  - Najlepszy bramkarz turnieju[19]
- KHL (2016/2017):
  - Pierwsze miejsce w klasyfikacji średniej goli straconych na mecz w fazie play-off: 1,64
  - Trzecie miejsce w klasyfikacji skuteczności interwencji w fazie play-off: 93,8%
- Hokej na lodzie na Zimowych Igrzyskach Olimpijskich 2018 – turniej mężczyzn[20]:
  - Trzecie miejsce w klasyfikacji skuteczności interwencji w turnieju: 93,16%
  - Czwarte miejsce w klasyfikacji średniej goli straconych na mecz w turnieju: 1,62
- KHL (2017/2018):
  - Piąte miejsce w klasyfikacji skuteczności interwencji w sezonie zasadniczym: 93,7%
  - Drugie miejsce w klasyfikacji średniej goli straconych na mecz w sezonie zasadniczym: 1,57
  - Najlepszy bramkarz - półfinały konferencji[21]
  - Czwarte miejsce w klasyfikacji średniej goli straconych na mecz w fazie play-off: 1,62
  - Drugie miejsce w klasyfikacji meczów bez straty gola w fazie play-off: 4